# Herbert Fux
Herbert Fux (ur. 25 marca 1927 w Hallein, zm. 13 marca 2007 w Zurychu) – austriacki aktor filmowy i telewizyjny, polityk.

## Życiorys
Herbert Fux pięć lat spędził w Salzburgu. Po ukończeniu gimnazjum i szkoły średniej zdał w 1944 roku maturę. Jego ojczym Franz Wetting był w latach 1933–1937 członkiem zarządu teatru Salzburger Landestheaters. Herbert Fux później miał coraz częstsze kontakty z teatrem. Herbert Fux uczęszczał do słynnej szkoły teatralnej Mozarteum w Salzburgu, następnie grał w różnych teatrach.

## Kariera aktorska
Herbert Fux karierę na ekranie zaczął w latach 60.. Zaczął do filmów klasy B. Na wielkim ekranie zadebiutował w roku 1960 w filmie pt.„Geständnis einer Sechzehnjährigen”. Grał w filmach znanych reżyserów takich jak: Michael Anderson (Das Quiller-Memorandum – Gefahr aus dem Dunkel, 1966), Christian-Jaque (Śmiertelny bieg, 1967), Volker Schlöndorff (Utracona cześć Katarzyny Blum, 1975), Ingmar Bergman (Das Schlangenei, 1977), Werner Herzog (Woyzeck, 1979).
Herbert Fux grał również w filmach gatunku spaghetti western. Jego najbardziej znane w tego gatunku filmach to: Do diabła z prawem! (Giorgio Stegani, 1968), J. and S. — storia criminale del far west (Sergio Corbucci, 1972), Prima ti suono e poi ti sparo (Franz Antel, 1975).
Herbert Fux ma również na koncie role w filmach cieszących się uznaniem na całym świecie: Trzej muszkieterowie (grał postać Właściciela gospody), Asterix i Obelix kontra Cezar (jako Ticketdebus) oraz w serialach telewizyjnych: Das Kriminalmuseum, Stockinger, Jednostka specjalna „Dunaj”. W Polsce jest znany głównie z roli sympatycznego hipochondryka Konrada w serialu Doktor z alpejskiej wioski.

## Kariera polityczna
Herbert Fux pod koniec lat 80. zajął się karierą polityczną. W lipcu 1977 roku, stworzył wraz z Richard Hörlem und Eckehartem Zieslem w Salzburgu „Listę obywateli” („Bürgerliste“) w celu ratowania starej części miasta. W tym samym roku Hebert Fux i jego partyjny kolega Richard Hörl zostali z ramienia Zielonych radnymi miasta Salzburga. W 1982 roku, był członkiem organizacji Wielkiej Zielonej Austrii (VGÖ). W 1983 roku, został wyrzucony z partii z powodu ukazania się w jednej z austriackich gazet artykułu na temat jego życia seksualnego. Herbert Fux dwukrotnie był mianowany posłem Rady Narodowej w Austrii z partii Zielonych, najpierw w okresie 17 grudnia 1986 - 23 grudnia 1988, po raz drugi posłem został mianowany 7 listopada 1989 roku i był nim do 4 listopada 1990 roku. Nawet po odejściu ze wszystkich zajmowanych dotąd stanowisk politycznych, Herbert Fux zajmował się polityką polityką. Tym razem interesował się problemami mieszkańców Wiednia, szczególnie starej części tego miasta (Wien Altstadt).

## Śmierć
Herbert Fux zmarł w Zurychu 13 marca 2007 roku, w wyniku eutanazji zastosowanej przez szwajcarską organizację Dignitas. Został pochowany w swoim rodzinnym Hallein.

## Filmografia (wybór)
- 1960: Geständnis einer Sechzehnjährigen
- 1961: Julio, jesteś czarująca - Inspicjent w teatrze
- 1962: Waldrausch - Seidl
- 1963: Czarna kobra - Artur
- 1965: Der Kongreß amüsiert sich - Sekretarz Von Getza
- 1966: Pogrzeb w Berlinie - Artur
- 1966: Das Quiller-Memorandum – Gefahr aus dem Dunkel - Oktobers Gefolgsmann
- 1967: Śmiertelny bieg - Herbert
- 1967: Das Kriminalmuseum - Eddie Shapiro
- 1968: Do diabła z prawem! - Eustaccio
- 1969: Znak diabła - Kat
- 1971: Lady Frankenstein - Lynch, cmentarny złodziej
- 1972: Trubel um Trixie - Policjant
- 1972: J. and S. - storia criminale del far west - Merril
- 1975: Prima ti suono e poi ti sparo
- 1975: Utracona cześć Katarzyny Blum - Weninger
- 1976: Kuba Rozpruwacz - Rybak Charlie
- 1976: König Drosselbart
- 1977: Trzy Szwedki w Bawarii - Kapłan
- 1977: Das Schlangenei
- 1978: Uranowi spiskowcy - Peter
- 1979: Woyzeck - Podoficer
- 1981: Egon Schiele: Ekscesy - Pierwszy żandarm
- 1982: Tajemniczy bohater - Hans Katzenyammer
- 1983: Plem, Plem – Die Schule brennt - Siegfried
- 1985: Big Mäc - Franz Leitner
- 1987: Zwariowane świry - Kucharz
- 1992: Kaisermühlen-Blues
- 1992-1997: Doktor z alpejskiej wioski - Pan Konrad
- 1993: Trzej muszkieterowie - Właściciel gospody
- 1994: Hölleisengretl - Horwarth
- 1996: Stockinger - Michael Fuchs
- 1999: Asterix i Obelix kontra Cezar - Ticketdebus
- 2002: Feuer, Eis und Dosenbier - Alm-Öhi
- 2004: Silentium - Taksówkarz
- 2005: Nasza mała arka - Hans Hader
- 2005: Jednostka specjalna „Dunaj” - Dolezal
- 2006: Vineta - Fritz Feldmann-See
- 2007: Ein Paradies für Pferde - Hans Hader